# Szabó Barbara
Szabó Barbara (Budapest, 1990. február 17. –) magyar magasugró.
Már 16 évesen második helyen végzett a magyar bajnokságon. 2007-ben az ifjúsági világbajnokságon 15. helyen végzett. 2008-ban szerezte meg első felnőtt magyar bajnoki címét. Ugyanebben az évben a junior világbajnokságon nem jutott a döntőbe. 2010 óta a Western State Colorado University hallgatója volt. 
2013-ban az universiadén 10. lett. A 2013-as atlétikai világbajnokságon 183 centiméterrel kiesett a selejtezőben. A 2014-es atlétikai Európa-bajnokságon 185 centivel nem jutott a döntőbe. Az év végén a világranglistán 30. volt (191 cm). A 2015-ös fedett pályás atlétikai Európa-bajnokságon nyolcadik helyen végzett. 2015 augusztusában olimpiai kvótát szerzett. A 2015-ös atlétikai világbajnokságon 26. helyen kiesett a selejtezőben. A 2016-os atlétikai Európa-bajnokságon 11. volt.

## Díjai, elismerései
- Az év coloradói főiskolás női atlétája (2013)[5]